# After (film, 2023)
Pour les articles homonymes, voir After.
Pour plus de détails, voir Fiche technique et Distribution.
After est un film dramatique français réalisé par Anthony Lapia et sorti en 2023,.

## Fiche technique
Sauf indication contraire, les informations mentionnées dans cette section peuvent être confirmées par les bases de données cinématographiques IMDb et Allociné,  présentes dans la section « Liens externes ».
- Titre original : After
- Réalisation : Anthony Lapia
- Scénario : Anthony Lapia
- Musique : Panzer
- Décors : Maxime Blondeau et Natalia Wiszniewska
- Costumes : Natalia Wiszniewska
- Photographie : Raimon Gaffier et Robin Fresson
- Son : Clément Ghirardi et Charlotte Comte
- Montage : Joran Leroux-Gipouloux
- Production : Natalia Wiszniewska et Maximilien Pegasus
  - Coproduction : Annabelle Bouzom et Philippe Guérin
  - Production déléguée : Lorenzo Bianchi, Anthony Lapia et Avantika Singh
- Sociétés de production : Salt For Sugar Films, Les Productions du Mont Pelat, Les Films de l'Autre Cougar et Société Acéphale
- Sociétés de distribution : Potemkine Films
- Pays de production :  France
- Langue originale : français
- Format : couleur
- Genre : Drame
- Durée : 69 minutes
- Dates de sortie :
  - Allemagne : 18 février 2023 (Berlin)
  - France : 25 septembre 2024

## Distribution
- Louise Chevillotte : Félicie
- Majd Mastoura : Saïd
- Natalia Wiszniewska : Kasia
- Killian Briot : Sacha
- Olivier Chantreau : Ivan
- Juliette Gharbi : Hannah
- Luc Massé : le festivalier
- Laura Mélinand : l'amie de Sarah